# Berthold V. von Neuffen
Bertold V. von Neuffen (* um 1290; † 1342) war Graf von Marstetten und Graisbach und einer der wichtigsten Räte Kaiser Ludwigs des Bayern.

## Leben
Berthold stammte aus der Marstetter Linie der Herren von Neuffen (oder Neiffen). Er war der einzige Sohn Graf Albrechts II. von Marstetten und folgte 1306 seinem Vater in der Grafschaft nach. Über seine Mutter Elisabeth, Tochter des Grafen Berthold III. von Graisbach, fiel ihm nach dem Tod seines Großvaters auch die Grafschaft Graisbach zu. 1334 wurde er zudem Vogt der Reichsstadt Ulm.
Bereits seit 1311 stand Berthold in Diensten des Wittelsbacher Herzogs Ludwigs von Bayern. Seit der Doppelkönigswahl des Jahres 1314 unterstützte er Ludwig gegen seinen Habsburger Thronkonkurrenten Friedrich den Schönen. 1316 wurde Berthold Landrichter in der Grafschaft Hirschberg, 1319 ernannte ihn Ludwig erstmals zum Hauptmann bzw. Generalprokurator für Oberbayern. In diesem Amt, das noch über dem Viztum anzusiedeln ist, war ihm die Befugnis erteilt, den Herzog zu vertreten und die herzoglichen Beamten zu ernennen, zu kontrollieren und abzusetzen.
Spätestens seit dieser Zeit zählte Berthold zu den wichtigsten Räten Ludwigs des Bayern und unterstützte den Kaiser in dessen Kampf gegen das Papsttum. 1323 wurde er von Ludwig als Reichsvikar für die Lombardei, Tuszien und die Marken nach Norditalien geschickt, um die Reichsrechte und den Herrschaftsanspruch Ludwigs über Reichsitalien gegen Papst Johannes XXII. und Robert den Weisen von Neapel zu verteidigen. Zusammen mit Ludwig wurde Berthold 1324 exkommuniziert. Als Reichsvikar amtierte Berthold mit Unterbrechungen bis 1331; ihm gelang es u. a. einen Angriff Roberts von Neapel auf das kaisertreue Mailand abzuwehren und damit Ludwigs Position in Norditalien dauerhaft gegen die päpstliche Partei zu stabilisieren.
1327 kehrte er neuerlich als oberbayerischer Hauptmann an den Münchner Hof zurück und bereitete Ludwigs Italienzug mit vor. 1328 begleitete er Ludwig nach Italien und amtierte wieder als Reichsvikar für Italien.
Nach seiner endgültigen Rückkehr 1331 blieb Berthold schließlich bis 1341 Hauptmann von Oberbayern. 1335 wurde er vom Kaiser zu König Eduard III. nach England gesandt, um das schließlich 1337 abgeschlossene Bündnis zwischen Ludwig und Eduard zu verhandeln.
Vor seinem Tod 1342 bestimmte er den Kaiser zum Vormund seiner Kinder. Der einzige legitime Sohn Berthold konnte als Domherr zu Augsburg die Linie genauso wenig fortsetzen wie der illegitime Sohn Konrad von Weißenhorn. Die Töchter Elisabeth und Margarete traten als Äbtissin von Niederschönenfeld bzw. Klarissin zu München ebenfalls in den geistlichen Stand. Die dritte Tochter Anna schließlich verlobte der Kaiser mit seinem Enkel Friedrich dem Weisen, so dass die Allodialgüter und die Grafschaften Marstetten und Graisbach an die Wittelsbacher fielen.